# Luzy-Saint-Martin
Luzy-Saint-Martin település Franciaországban, Meuse megyében. Lakosainak száma 113 fő (2022. január 1.). Luzy-Saint-Martin Cesse, Inor, Laneuville-sur-Meuse, Martincourt-sur-Meuse és Pouilly-sur-Meuse községekkel határos.

## Népesség
A település népességének változása:
| Lakosok száma | 150  | 122  | 124  | 107  | 112  | 113  | 114  | 113  | 112  | 113  |
|               | 1968 | 1982 | 1990 | 2006 | 2013 | 2015 | 2017 | 2019 | 2020 | 2022 |